# UK funky
El UK Funky es un estilo de música electrónica que surgió en Inglaterra en la segunda mitad de la década de 2000. Con fuertes influencias del house, también cuenta con elementos de otros estilos como broken beat, soca y afrobeat. El UK funky mezcla patrones rítmicos y las líneas de bajo del UK Garage y le añade percusiones latinas y vocales de R&B. Suele considerarse que el género se divide en dos subgéneros: Bassline y African Tribal.
Es característico del estilo la percusión tocada con bongos, tambores y baterías latinas, lo que le da al sonido un toque oscuro exótico. No suele contar, en cambio, con las típicas cajas desencajadas habituales en el 2 step. 
Una nueva corriente hacia la que ha tendido el estilo es el funkstep, que fusiona el UK Funky con el brostep.

## Lista de artistas y productores
| - Addictive - Drop the Hype - Attacca Pesante - Apple - Boy Better Know - BlockBoys Entertainment - Crazy Cousinz - Calista - Champion - Coldsteps - Code Red |  | - Dolstar - Cooly G - Donaeo - Diamond - Dr Maxwell - Digital Dubstar - Fingaprint - Footloose - Foot Steps - Fr3e |  | - Funkystepz - Funky Dee - Fuzzy Logik - Faeda - G Flex - Geeneus - Gracious "Nappa Man" K - Ill Blu - JP - JT2 |  | - Kimona - Kush - Kyla - Lil Silva - MA1 - Mc Snye-B - Maxwell D - Mista Hypar - Mini Kingz - Moony |  | - Mr L!MEY - N.B. Funky - Naughty - DJ NG - OB - Perempay & Dee - Princess Nyah - R1 Ryders - Roska - Sabrina Washington |  | - Som Tala - Tadow - SoundMunki - The K.I.G Family - Tinyman - Tribal Man "Magz" - Hard House Banton - Wookie - Zest - blues |  | - Joy Orbison - Roska |

## Lista de DJs
| - Wigman - Marcus Nasty - Supa D - Pioneer - Footloose - Wireless Sound - Reflex - Sizzla - Lil Silva - Kismet - Karnak - T-Gully - Dj Nate - Chip the Rip (Language Lab London) - MA1 - Geeneus - Ichi - Double D - Kush - Sigma Entertainment |  | - DJs Inc - DJ Sycamore Beats - Hard House Banton - General Ashman - Chris 'Krisis' White - Champion - DJ U.K.S(Mad Influence Sounds) - D.E.N - Mystery - Code Red - DJ Troopa - DJ D-Rich - N.B. Funky - Naughty - DJ NG - Target - Funk Butcher - Marc Ryder - Flukes - Perempay |  | - Oi You! Soundsystem - Sef - Cameo - Maxsin - Mak 10 - DJ Antman - DJ Cluedo - G Flex - DJ Limit - Threats - DJ UT AKA DJ Undertaker - DJ Random - Ironman - DJ Whitecoat - BlockBoys Entertainment - Secret Service - DJ Solo - Diablo - JoeSensation - Adam Mac - Maximum - Sean D |